# 東莞台商大厦
東莞台商大厦（とうかんたいしょうたいか、中国語: 东莞台商大厦、英語: Dongguan TBA Tower）は、中国の東莞市にある超高層建築物。東莞民盈国貿中心完成までは東莞市で最も高い建築物であった。
この建物の建築設計は、フランスの建築家エルヴェ・トルジマンと、建築設計事務所 HTA-Architecture & Partners が手がけた。名称は、東莞市の台湾企業の団体である東莞市台商投資企業協会（东莞市台商投资企业协会、Taiwan Businessmen Association in Dongguan）から名付けられた。
2010年12月17日に挙行された上棟式には、当時国務院台湾事務弁公室主任であった王毅と、中国国民党副主席の蔣孝厳が出席した。
この建物には、富裕層向けの高級マンションやホテルも組み込まれている。